# Steinieform

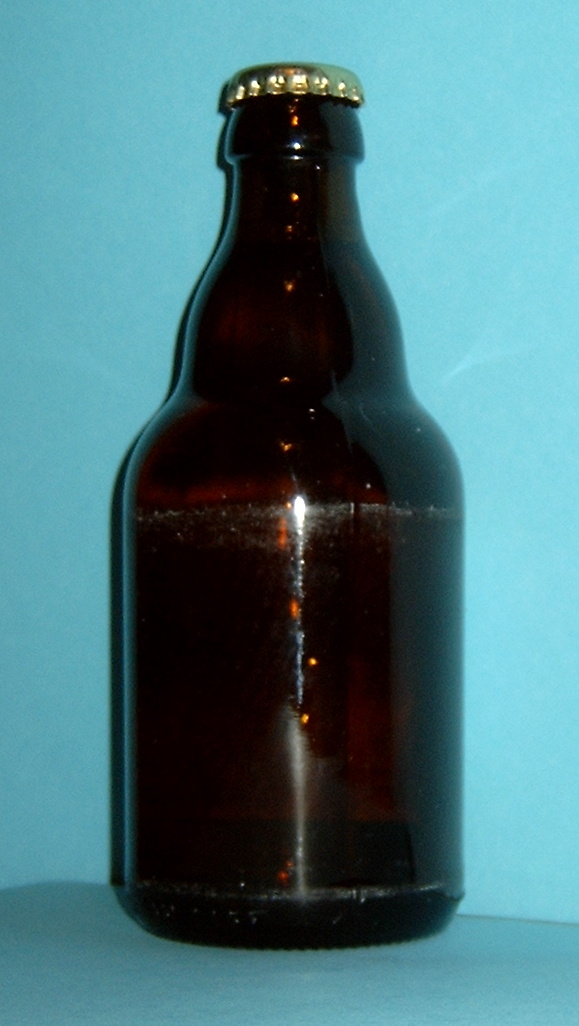
Forma de una Steinieform.

La Steinieform es un formato estándar de botella de cerveza de un tercio de litro de volumen popular en muchos países europeos a comienzos del siglo XX. Fue denominada por primera vez en 1953 como formato DIN 6199 ( o legalmente como "Normblatt für die Bierflasche Steinieform 0,33-l"). Las dimensiones de la botella eran un estándar y su altura era igual a 174 mm, el ancho interior 70,5 mm y el peso de la botella en vacío era de 270 g. Antes de la aparición de la lata de cerveza este continente era muy apreciado y popular, su uso fue desapareciendo a finales del siglo XX. 